# Старая Шараповка
Ста́рая Шара́повка — деревня в Марьяновском районе Омской области России, в составе Шараповского сельского поселения.
Население — 495 чел. (2010)

## Физико-географическая характеристика
Старая Шараповка находится в лесостепи в пределах Ишимской равнины, являющейся частью Западно-Сибирской равнины. Высота центра населённого пункта — 110 метров над уровнем моря. В окрестностях населённого пункта распространены лугово-чернозёмные солонцеватые почвы. Гидрографическая сеть не развита: реки и озёра вблизи деревни отсутствуют.
По автомобильным дорогам расстояние до областного центра города Омск составляет 45 км, до районного центра рабочего посёлка Марьяновка — 16 км. Административный центр сельского поселения село Новая Шараповка расположен к северу от Старой Шараповки. Близ деревни проходит железнодорожная ветка Курган — Омск Западно-Сибирской железной дороги. Остановочный пункт — 2857 км. Населённый пункт 2857 км примыкает к уличной сети деревни (ул. Березовая и Снежная), фактически становясь продолжением Старой Шараповки.
Климат
Климат резко континентальный, со значительными перепадами температур как между климатическими сезонами, так и порой в течение суток (согласно классификации климатов Кёппена — влажный континентальный с прохладным летом (Dfb)). Многолетняя норма осадков — 391 мм. Наибольшее количество осадков выпадает в июле — 63 мм, наименьшее в феврале-марте — по 14 мм. Среднегодовая температура положительная и составляет + 1,2° С, среднесуточная температура самого холодного месяца — января − 17,6° С, самого жаркого — июля + 19,4° С.
Часовой пояс
Старая Шараповка,как и вся Омская область находится в часовой зоне МСК+3. Смещение применяемого времени относительно UTC составляет +6:00.

## История
Основана как меннонитское село в 1904 году. Первые поселенцы прибыли из Крыма. До 1917 года поселение входило в состав Омского уезда Акмолинской области. Названо по фамилии бывшего землевладельца Шарапова.
В 1907 году открылась первая школа, в годы коллективизации организован колхоз «Успех», с 1950 года в составе колхоза имени Тельмана.

## Население
| 1920 | 1926 | 1970 | 1979 | 1989 | 2010 |
| ---- | ---- | ---- | ---- | ---- | ---- |
| 149  | ↘127 | ↗326 | ↘273 | ↗432 | ↗495 |